# 三角山 (鳥取県)
三角山（三隅山、みすみやま）（別名「頭巾山・襟巾山（ときんやま、とっきんざん）」）は、鳥取県鳥取市（旧用瀬町）にある山で、中国百名山の一つ。標高516メートルの山頂には三角山神社があり、その本殿は鳥取市の指定文化財になっている。

## 地理・地誌
三角山は旧用瀬町の中心部の背後に聳える山で、南の洗足山と峰続きになっている。周辺では珍しい花崗岩の山で、侵食によって山頂付近は三角形に鋭く尖っていて、アカマツが林立し、巨岩巨石がある。
山の東麓を鳥取県を代表する千代川の本流が流れており、支流の佐治川との合流点付近の平野に用瀬町の中心市街がある。一方、西麓には千代川の支流の赤波川が北流しており、三角山の裾野を回るように西から北へ流れ、千代川に合流する。この合流地点付近の平野部は用瀬市街地より広く、鷹狩地区（旧鷹狩村）の集落がある。
三角山の北麓は鷹狩地区へ向かって下っているが、途中に標高325メートルの頂があり、戦国時代に景石城があったことからお城山と呼ばれている。

### 山名の由来
山頂にある三角山神社の社伝に拠ると、天孫降臨のときに道案内を務めた猿田彦命が、この山に住んでいたことから「御栖山（みすみやま）」と呼ばれていた。これが「三角山」に転訛したとしている。
一方『因幡志』では、「頭布山」の起源として、当山がもともと山伏の三角形の頭巾の形状に似ていることから「襟巾山」と称したと伝えている。

### 三角山神社
三角山は、古くは「滝社峰錫（ほうしゃく）権現（峰錫坊権現、峯先錫坊権現）」といい、山岳信仰・修験道の修行地で、江戸時代には鳥取藩の祈願所が置かれていた。山域は太平洋戦争前までは女人禁制で、麓には垢離場や女人堂が残されている。このため用瀬では山や神社を「峰錫さん」とも呼ぶ。享保年間から8月24日 (旧暦)を祭礼日とし、「用瀬の滝祭り」と称していたが、新暦となった現在では7月23日が祭礼日となっていて、名物の「あめ湯」の販売や松明行列などを行う用瀬の夏祭りになっている。
明治時代に神社体系の整備が行われると、「三角山神社」となり、山麓の東井村にあった妙見社（東井神社に改称）の摂社の扱いとなった。この時から修験道の聖地としての性格は失ったが、戦後まで女人禁制のしきたりは残っており、参道入口にある女人堂（山下本宮）までしか立ち入ることができなかった。
山頂にある本殿は天正期の戦乱で焼失し、1626年（寛永3年）に再建された記録がある。現在の本殿は1845年（弘化2年）のもので、明治期に方角を直されている。この本殿は1976年（昭和51年）に旧用瀬町の指定文化財となった。のちに用瀬町が鳥取市と合併したため、2014年現在は鳥取市の指定文化財となっている。祭神は猿田彦大神である。

### 景石城とお城山
三角山から北へ尾根伝いにゆくと標高325mのピークがあり、戦国時代に景石城があった。このためこの山を「お城山」と呼んでいる。景石城の言及は古くは太平記にみえ、地元の用瀬氏、播磨の赤松氏、山陰の山名氏が争ったと伝わる。
景石城は豊臣秀吉勢による中国攻略の折にも戦場となり、秀吉配下の磯部康氏が守将となったため「磯部城」とも呼ばれる。磯部氏は山名氏の傍系で、同族で毛利方の山名豊国が景石城を攻めると、戦わずに退却した。落城に際して、鎮魂のために用瀬の盆踊り唄が生じたという伝承もある。磯部氏は翌年の鳥取城攻めで功をあげ、景石城と智頭郡の半分に相当する3000石を与えられて約20年間治めた。のちの用瀬宿の発展はこの治世によって育まれたとされている。磯部氏は、関ヶ原の戦いで西軍に与したため、戦後に所領を失った。
城は江戸時代に一国一城令によって破棄されたが、城跡は鳥取市（用瀬町）の史跡となっている。石垣は現存しており、好天時には一の丸跡の石垣から日本海を望む。

## 登山ルート
三角神社の参道が登山道に相当し、近年はハイキングコースとして用瀬から三角山・景石城跡へのルートが整備されている。用瀬駅から20分ほどで女人堂がある参道の入り口に至り、そこから山頂までは約40分の道程である。参道の途中には、大正時代の鳥取出身の歌人、谷口雲崖の歌「鶯や この道行けば 女人堂」の石碑や、種田山頭火、在原行平の歌（後述）の石碑がある。山頂までは一部に急斜面や鎖場がある。

## 文学と三角山
平安時代の在原行平は、855年（斉衡2年）に因幡国の国司に任じられ、京都から因幡国（現在の鳥取県東部）に下向した。用瀬では、このとき行平が用瀬で次の歌を詠んだという伝承がある。
- ゆく先を みすみの山を　頼むには　これをぞ神に　手向けつつゆく[7]

この歌に詠まれている「みすみの山」が三角山であり、「神」が三角山神社であるという伝承がある。三角山の山頂にある権現では、「力石」と称して願掛けや願いが成就した際に山頂の巨岩に石を手向けるしきたりがあった。なお、この和歌は鎌倉時代の『夫木和歌抄』によみ人しらずとして収録されているものであり、在原行平の作であると直接示されてはいない。また、因幡にはもう一つ「三角山」（旧国府町）があり、用瀬の三角山がこの和歌の「みすみの山」であるのかは定かではない。
また、三角山で詠まれたという説がある和歌でもう一つ有名なものに、種田山頭火による次の歌がある。
- 分け入っても分け入っても青い山[19]

一般にこの歌は、山頭火の自由律俳句の代表例として知られており、山頭火が最初に流浪した九州で詠まれたと考えられている。山頭火は各地を旅し、その日記から九州、四国、信州、北陸へ赴いたことが知られているが、山頭火自身が日記の一部を焼き捨てたため一部が現存しない。このため、かつては、日記に書かれていない山陰には来たことがないというのが定説だったが、後に用瀬で昭和3年に山頭火が自筆で残したこの歌が発見された。用瀬町では、三角山の参道にこの歌を刻んだ石碑を設けているが、この歌が確実に三角山で詠まれたものであるかどうかについては言及していない。